# Záběhlice
Záběhlice est un quartier pragois situé dans le centre de la capitale tchèque, appartenant à l'arrondissement de Prague 4, d'une superficie de 568,8 hectares est un quartier de Prague. En 2018, la population était de 34 981 habitants.
La ville est devenue une partie de Prague en 1922.